# 持地六三郎
持地六三郎（もちじ ろくさぶろう，1867年9月15日—1923年8月16日），日本東山道陸奧國（今福島縣）人，朝鮮總督府遞信局長。

## 生平
1867年（慶應3年）生，1893年（明治26年）於東京帝國大學（今東京大學）法律系畢業後，進入大藏省任職，開始日本公務員生涯。1900年（明治33年）之後，前往台灣，任臺南縣書記官，明治35年（1902年）轉任臺灣總督府總督官房參事官。1906年擔任台灣總督府國語學校（今臺北市立大學）校長，1907年2月曾帶領學校師生赴大屯山賞雪。明治42年（1909年）升任臺灣總督府通信局長，之後轉任朝鮮總督府土木局長，大正6年（1917年）起任職朝鮮總督府遞信局長官，大正12年（1923年）去世。

## 對臺灣原住民政策的影響
明治35年（1902年）7月6日賽夏族南獅里興社頭目日阿拐因製腦糾紛，包圍南庄支廳企圖焚街以驅逐製腦者與住民，史稱南庄事件，隨後遭日本軍隊及警察討伐，同年8月底平息。時任臺灣總督府參事官的持地奉命調查，明治35年（1902年）12月提出「關於蕃政問題的意見」之復命書，對臺灣原住民及其土地的法律地位，以及總督府處理原住民問題的政策方向影響重大，主要方針有「先威後撫」、「北進南守」。明治36年（1903年）3月臺灣總督府民政部下設臨時蕃地事務調查掛，至明治40年（1907年）4月調查掛撤廢為止，持地一直任調查掛掛長。

## 華南臺灣籍民學校的成立
明治40年（1907年）11月，時任臺灣總督府學務課長的持地六三郎在視察中國華南地區之後，向臺灣總督府提出「台灣人子弟教育問題之件」的意見書，建議依臺灣公學校的學科課程，在華南設立日本學校以便當地臺灣籍人民的教育工作。這意見促成華南臺灣籍民學校的成立，包含成立於明治41年（1908年）福州的東瀛學堂、明治44年（1911年）廈門旭瀛書院以及大正4年（1915年）汕頭東瀛學校，而教師由臺灣總督府派遣。